# Divisão Especial 2011 (maschile)
La Divisão Especial 2011, 39ª edizione della massima serie del campionato Paulista di pallavolo maschile, si è svolta dal 18 agosto 2011 al 3 dicembre 2011: al torneo hanno partecipato otto squadre di club brasiliane proveniente dallo stato di San Paolo e la vittoria finale è andata per la seconda volta al Sesi.

## Regolamento

### Formula
Le squadre hanno disputato un girone all'italiana con gare di andata e ritorno, per un totale di quattordici giornate; al termine della regular season:
- Le prime sei classificate hanno avuto accesso ai play-off, strutturati in quarti di finale (dai quali sono state esonerate le prime due classificate), semifinali e finale, giocando in gare di andata e ritorno ed eventuale golden set nel caso in cui nessuna squadra riesca a vincere entrambi i confronti, con incroci basati sul piazzamento in stagione regolare.

### Criteri di classifica
Se il risultato finale è stato di 3-0 o 3-1 sono stati assegnati 3 punti alla squadra vincente e 0 a quella sconfitta, se il risultato finale è stato di 3-2 sono stati assegnati 2 punti alla squadra vincente e 1 a quella sconfitta.
L'ordine del posizionamento in classifica è stato definito in base a:
- Punti;
- Numero di partite vinte;
- Ratio dei set vinti/persi;
- Ratio dei punti realizzati/subiti.

## Squadre partecipanti
| Club            | Stagione | Città                 | Impianto                              | Stagione precedente         |
| --------------- | -------- | --------------------- | ------------------------------------- | --------------------------- |
| São Bernardo    | dettagli | São Bernardo do Campo | Ginásio Poliesportivo Adib Moysés Dib | 5ª in Divisão Especial      |
| Atibaia         | -        | Atibaia               | Ginásio de Esportes Elefantão         | 6ª in Divisão Especial      |
| BVC             | dettagli | Campinas              | Ginásio do Taquaral                   | 4ª in Divisão Especial      |
| Escola do Corpo | -        | São José dos Campos   | Ginásio do Tênis Clube                | -                           |
| GRER            | Dettagli | Araçatuba             | Ginásio Plácido Rocha                 | Vincitrice Divisão Especial |
| Santo André     | -        | Santo André           | Ginásio Pedro Dell'Antonia            | 8ª in Divisão Especial      |
| Sesi            | dettagli | San Paolo             | Ginásio do Sesi                       | 2ª in Divisão Especial      |
| Tamoyo          | -        | São Caetano do Sul    | Ginásio Lauro Gomes                   | 7ª in Divisão Especial      |

## Campionato

### Regular season

#### Classifica
| Pos. | Squadra         | Pt | G  | V  | P  | SV | SP | Ratio | PF    | PS    | Ratio |
| ---- | --------------- | -- | -- | -- | -- | -- | -- | ----- | ----- | ----- | ----- |
| 1.   | GRER            | 28 | 14 | 14 | 0  | 42 | 7  | 6,000 | 1 192 | 947   | 1,259 |
| 2.   | BVC             | 24 | 14 | 10 | 4  | 34 | 18 | 1,889 | 1 228 | 1 130 | 1,087 |
| 3.   | São Bernardo    | 23 | 14 | 9  | 5  | 34 | 20 | 1,700 | 1 236 | 1 168 | 1,058 |
| 4.   | Sesi            | 22 | 14 | 8  | 6  | 33 | 21 | 1,571 | 1 231 | 1 152 | 1,069 |
| 5.   | Atibaia         | 20 | 14 | 6  | 8  | 21 | 31 | 0,677 | 1 114 | 1 208 | 0,922 |
| 6.   | Escola do Corpo | 18 | 14 | 4  | 10 | 20 | 33 | 0,606 | 1 134 | 1 216 | 0,933 |
| 7.   | Santo André     | 17 | 14 | 3  | 11 | 11 | 34 | 0,324 | 965   | 1 085 | 0,889 |
| 8.   | Tamoyo          | 16 | 14 | 2  | 12 | 9  | 40 | 0,225 | 966   | 1 160 | 0,833 |

      Qualificata ai play-off.

#### Risultati
| Prima giornata |                        |     |                            |
|                |                        |     |                            |
| 18-08          | Santo André - Sesi     | 0-3 | 23-25, 19-25, 21-25        |
| 19-08          | Tamoyo - BVC           | 1-3 | 22-25, 19-25, 25-23, 19-25 |
| 19-08          | Atibaia - ADCM         | 3-1 | 20-25, 25-22, 25-17, 25-21 |
| 19-08          | Escola do Corpo - GRER | 3-0 | 17-25, 22-25, 24-26        |

| Seconda giornata |                        |     |                            |
|                  |                        |     |                            |
| 24-08            | Sesi - Tamoyo          | 3-0 | 25-15, 25-17, 25-21        |
| 24-08            | BVC - Atibaia          | 3-0 | 25-21, 25-19, 25-19        |
| 24-08            | Escola do Corpo - ADCM | 1-3 | 17-25, 21-25, 25-20, 14-25 |
| 24-08            | GRER - Santo André     | 3-0 | 25-13, 25-15, 25-17        |

| Terza giornata |                               |     |                                   |
|                |                               |     |                                   |
| 27-08          | ADCM - BVC                    | 2-3 | 25-22, 23-25, 25-21, 20-25, 11-15 |
| 27-08          | Atibaia - Sesi                | 3-1 | 28-30, 25-23, 32-30, 25-22        |
| 27-08          | Tamoyo - GRER                 | 3-0 | 16-25, 15-25, 21-25               |
| 08-10          | Escola do Corpo - Santo André | 3-0 | 25-22, 28-26, 25-18               |

| Quarta giornata |                       |     |                                   |
|                 |                       |     |                                   |
| 02-09           | Sesi - ADCM           | 3-2 | 25-23, 20-25, 25-22, 25-27, 15-10 |
| 02-09           | Santo André - Tamoyo  | 3-0 | 25-20, 25-22, 25-15               |
| 03-09           | GRER - Atibaia        | 3-0 | 25-20, 25-19, 25-10               |
| 06-09           | Escola do Corpo - BVC | 3-2 | 25-27, 20-25, 25-21, 25-21, 18-16 |

| Quinta giornata |                          |     |                                   |
|                 |                          |     |                                   |
| 08-09           | ADCM - GRER              | 1-3 | 18-25, 25-21, 18-25, 23-25        |
| 09-09           | BVC - Sesi               | 3-2 | 25-19, 22-25, 25-18, 21-25, 15-11 |
| 09-09           | Atibaia - Santo André    | 3-1 | 16-25, 25-15, 25-16, 25-23        |
| 09-09           | Tamoyo - Escola do Corpo | 3-2 | 21-25, 25-15, 25-19, 15-25, 15-13 |

| Sesta giornata |                        |     |                                   |
|                |                        |     |                                   |
| 16-09          | Santo André - ADCM     | 0-3 | 19-25, 19-25, 17-25               |
| 16-09          | Tamoyo - Atibaia       | 3-2 | 25-18, 21-25, 25-22, 23-25, 15-13 |
| 16-09          | Escola do Corpo - Sesi | 1-3 | 17-25, 23-25, 25-19, 22-25        |
| 17-09          | GRER - BVC             | 1-3 | 21-25, 25-19, 25-23, 26-24        |

| Settima giornata |                           |     |                            |
|                  |                           |     |                            |
| 22-09            | BVC - Santo André         | 3-0 | 27-25, 27-25, 25-19        |
| 23-09            | ADCM - Tamoyo             | 3-0 | 27-25, 25-23, 25-21        |
| 23-09            | Atibaia - Escola do Corpo | 3-1 | 25-23, 18-25, 25-20, 25-21 |
| 27-09            | Sesi - GRER               | 1-3 | 25-21, 19-25, 20-25, 15-25 |

| Ottava giornata |                               |     |                            |
|                 |                               |     |                            |
| 28-09           | Santo André - Escola do Corpo | 3-1 | 25-20, 18-25, 28-26, 25-17 |
| 30-09           | ADCM - Atibaia                | 3-0 | 25-16, 25-19, 25-20        |
| 30-09           | BVC - Tamoyo                  | 3-0 | 25-22, 25-21, 25-18        |
| 30-09           | GRER - Escola do Corpo        | 3-0 | 25-9, 25-21, 25-20         |

| Nona giornata |                               |     |                     |
|               |                               |     |                     |
| 06-10         | BVC - ADCM                    | 0-3 | 25-27, 23-25, 23-25 |
| 08-10         | GRER - Tamoyo                 | 3-0 | 25-17, 25-17, 25-16 |
| 08-10         | Escola do Corpo - Santo André | 3-0 | 25-22, 28-26, 25-18 |
| 08-11         | Sesi - Atibaia                | 3-0 | 25-20, 25-17, 25-18 |

| Decima giornata |                       |     |                                   |
|                 |                       |     |                                   |
| 14-10           | BVC - Escola do Corpo | 3-0 | 25-19, 25-22, 25-14               |
| 14-10           | Tamoyo - Santo André  | 0-3 | 21-25, 21-25, 16-25               |
| 14-10           | Atibaia - GRER        | 0-3 | 22-25, 16-25, 18-25               |
| 22-10           | Sesi - ADCM           | 3-2 | 21-25, 25-23, 25-16, 21-25, 15-13 |

| Undicesima giornata |                          |     |                            |
|                     |                          |     |                            |
| 19-10               | Santo André - Atibaia    | 1-3 | 25-23, 27-29, 21-25, 22-25 |
| 21-10               | GRER - ADCM              | 3-1 | 25-22, 25-14, 24-26, 25-20 |
| 21-10               | Escola do Corpo - Tamoyo | 3-0 | 25-17, 25-23, 25-17        |
| 01-11               | Sesi - BVC               | 1-3 | 17-25, 25-21, 25-27, 21-25 |

| Dodicesima giornata |                        |     |                                   |
|                     |                        |     |                                   |
| 26-10               | BVC - GRER             | 1-3 | 20-25, 25-23, 18-25, 23-25        |
| 28-10               | Atibaia - Tamoyo       | 3-2 | 22-25, 25-17, 20-25, 25-20, 15-11 |
| 28-10               | ADCM - Santo André     | 3-0 | 25-22, 25-20, 25-22               |
| 28-10               | Sesi - Escola do Corpo | 3-0 | 25-16, 25-23, 25-19               |

| Tredicesima giornata |                        |     |                                  |
|                      |                        |     |                                  |
| 03-11                | Santo André - GRER     | 0-3 | 20-25, 15-25, 20-25              |
| 04-11                | ADCM - Escola do Corpo | 3-2 | 24-26, 25-16, 27-25, 23-25, 15-9 |
| 04-11                | Tamoyo - Sesi          | 0-3 | 19-25, 20-25, 20-25              |
| 05-11                | Atibaia - BVC          | 0-3 | 22-25, 20-25, 11-25              |

| Quattordicesima giornata |                           |     |                                   |
|                          |                           |     |                                   |
| 18-11                    | Tamoyo - ADCM             | 0-3 | 21-25, 18-25, 27-29               |
| 18-11                    | Escola do Corpo - Atibaia | 3-1 | 26-24, 23-25, 25-18, 25-20        |
| 18-11                    | GRER - Sesi               | 3-2 | 25-20, 25-23, 22-25, 18-25, 15-10 |
| 18-11                    | Santo André - BVC         | 0-3 | 24-26, 19-25, 26-28               |

### Play-off
|  | Semifinali | Semifinali   | Semifinali   | Semifinali | Semifinali |  |  | Finale | Finale | Finale | Finale | Finale |  |
|  |            |              |              |            |            |  |  |        |        |        |        |        |  |
|  | 1          | GRER         | GRER         | 0          | 1          |  |  |        |        |        |        |        |  |
|  | 4          | Sesi         | Sesi         | 3          | 3          |  |  | 4      | Sesi   | Sesi   | 3      | 3      |  |
|  | 2          | BVC          | BVC          | 3          | 3          |  |  | 2      | BVC    | BVC    | 0      | 0      |  |
|  | 3          | São Bernardo | São Bernardo | 2          | 2          |  |  |        |        |        |        |        |  |

#### Semifinali
| Gara 1 |             |     |                                   |
|        |             |     |                                   |
| 22-11  | GRER - Sesi | 0-3 | 20-25, 20-25, 23-25               |
| 23-11  | BVC - ADCM  | 3-2 | 25-16, 25-14, 23-25, 26-28, 15-10 |

| Gara 2 |             |     |                                   |
|        |             |     |                                   |
| 25-11  | Sesi - GRER | 3-1 | 16-20, 25-20, 25-22, 25-23        |
| 27-11  | ADCM - BVC  | 2-3 | 20-25, 25-21, 25-20, 25-27, 11-15 |

#### Finale
| Gara 1 |            |     |                     |
|        |            |     |                     |
| 01-12  | BVC - Sesi | 0-3 | 22-25, 23-25, 18-25 |

| Gara 2 |            |     |                     |
|        |            |     |                     |
| 03-12  | Sesi - BVC | 3-0 | 25-20, 25-22, 25-22 |

## Classifica finale
| Pos | Squadra         |
| --- | --------------- |
|     | Sesi            |
| 2   | BVC             |
| 3   | GRER            |
| 4   | São Bernardo    |
| 5   | Atibaia         |
| 6   | Escola do Corpo |
| 7   | Santo André     |
| 8   | Tamoyo          |